# Dinemagonum
Dinemagonum é um género botânico pertencente à família Malpighiaceae.

## Espécies
- Dinemagonum albicaule Phil.
- Dinemagonum bridgesianum A.Juss.
- Dinemagonum gayanum A. Juss.
- Dinemagonum maculigerum Phil.